# ブライアン・ラボーン
ブライアン・レスリー・ラボーン（Brian Leslie Labone, 1940年1月23日 - 2006年4月24日）は、イングランド、リヴァプール生まれのサッカー選手。エヴァートンFCに属していた。

## 所属クラブ
- 1957-1971  エヴァートン 451試合2得点

## 代表歴
イングランド代表
- 代表通算：26試合出場 0得点
- UEFA欧州選手権1968
- 1970 FIFAワールドカップ

## 獲得タイトル
- フットボールリーグ 1962-63, 1969-70
- FAカップ 1965-66